# Glans penis

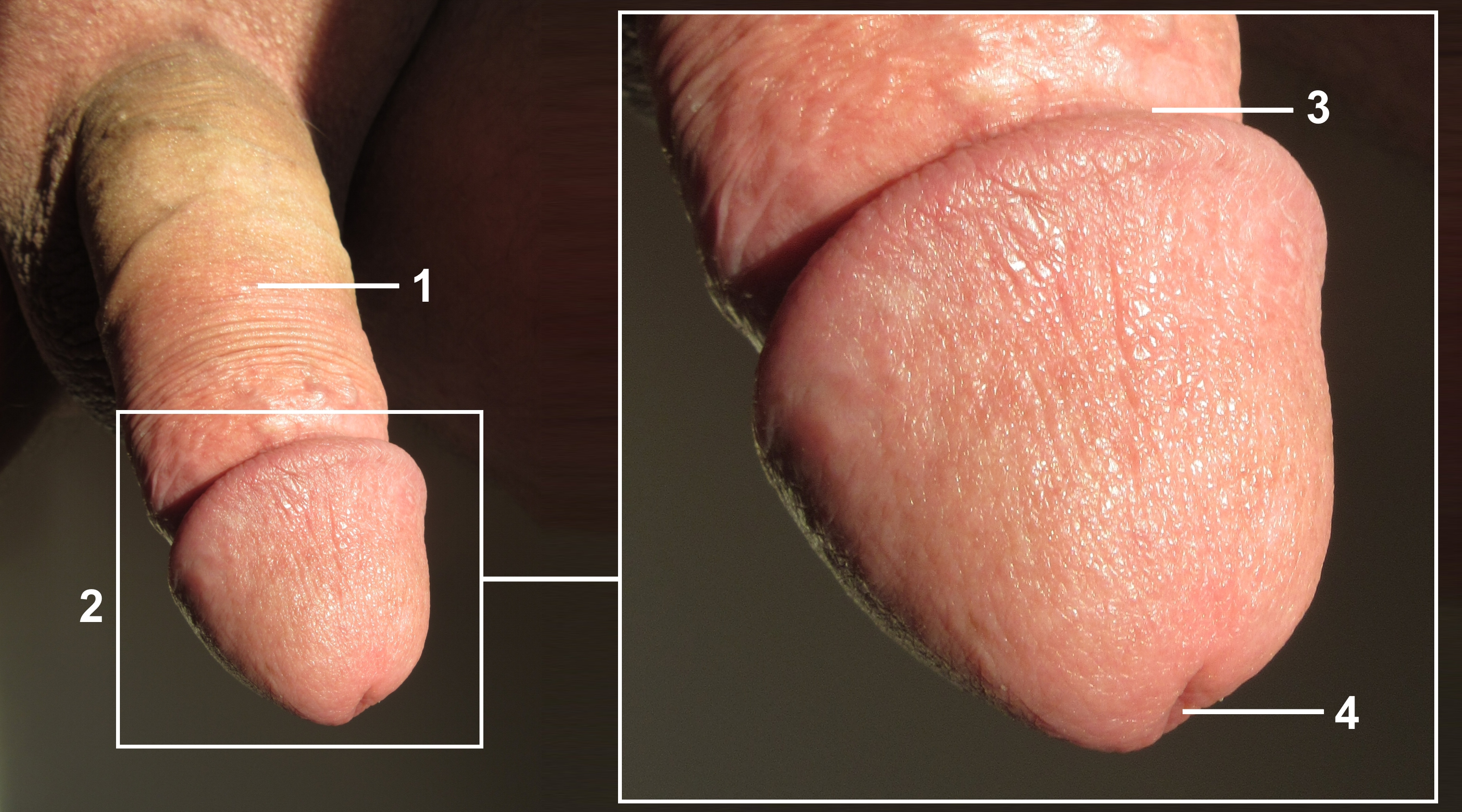
Penis des Menschen mit hervorgehobener Glans penis (2)

Als Glans penis (lateinisch glans ‚Eichel‘) wird die Eichel des Penis der Säugetiere bezeichnet. Diese ist eine Verdickung am vorderen Ende des Penis. Im unerigierten und unbeschnittenen Zustand wird die Eichel zumindest teilweise von der Penisvorhaut verdeckt. Bei der Erektion zieht sich die Vorhaut normalerweise von der Eichel zurück, so dass die Eichel ganz oder teilweise freiliegt. Wie der Penis selbst, unterscheidet sich auch die Eichel in Form und Farbe und ist daher bei jedem Jungen oder Mann individuell.

## Aufbau

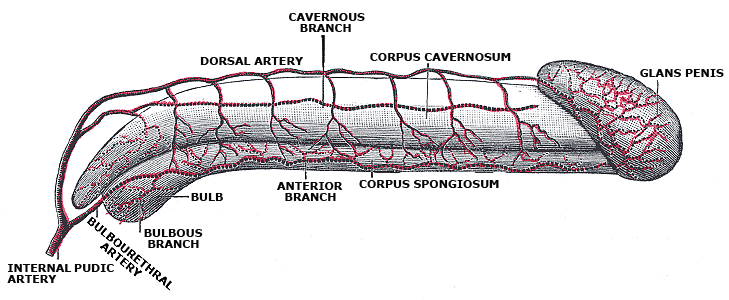
Die arterielle Gefäßversorgung und die Benennung einiger wichtiger anatomischer Strukturen

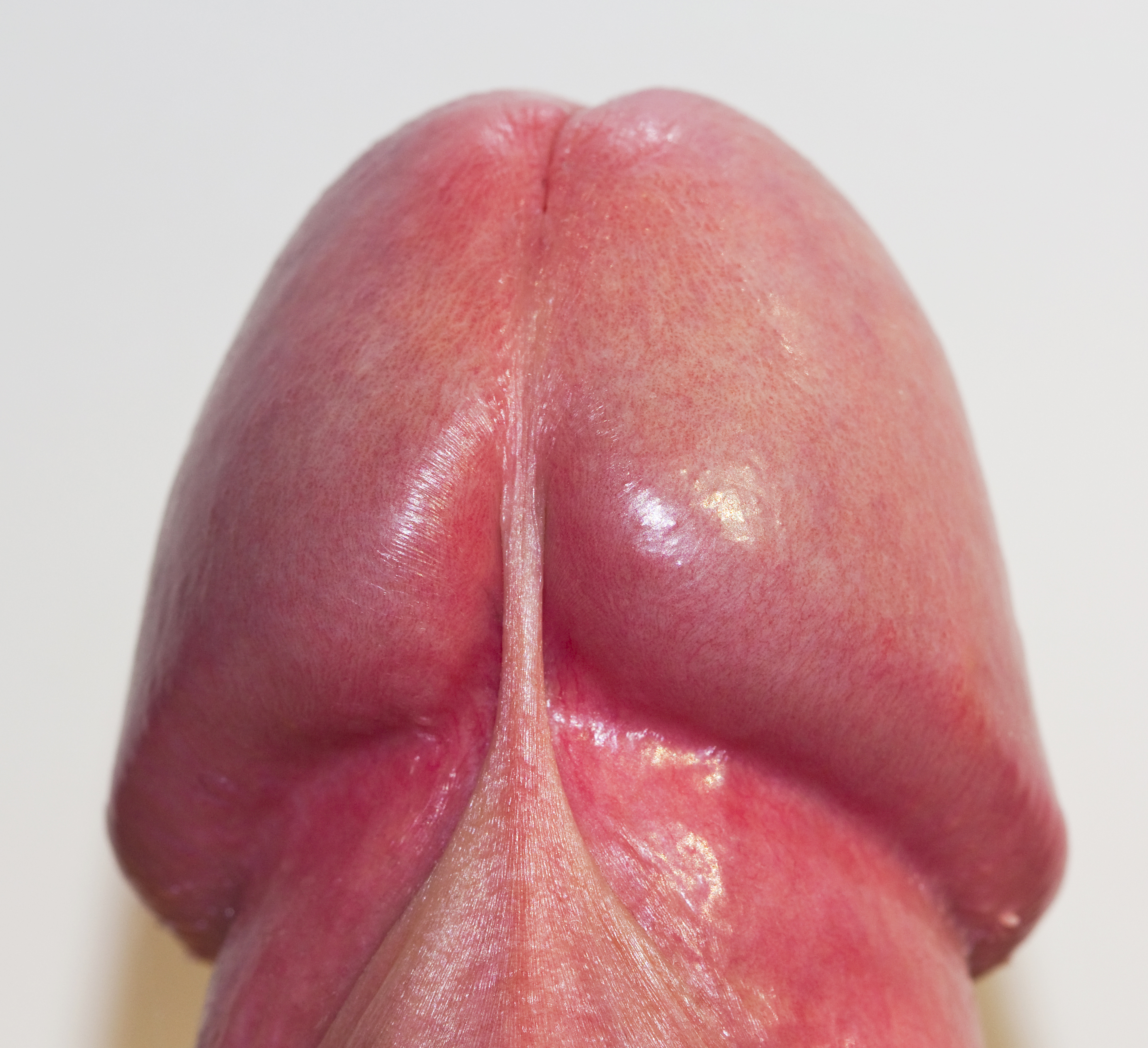
Unterseite der Glans penis mit Frenulum (Vorhautbändchen)

An der Eichel unterscheidet man einen Eichelrand (Corona glandis) und den sich daran in Richtung Peniskörper anschließenden Eichelhals (Collum glandis). Bei Hunden wird die sehr lange Eichel in einen langen Teil (Pars longa) und einen Zwiebelteil (Bulbus glandis) unterteilt.
Die Eichel gehört neben dem Frenulum (Vorhautbändchen) und der inneren Vorhaut zu den stärksten erogenen Zonen. Von besonderer Bedeutung ist hierbei der untere Eichelrand. Die Haut der Eichel (Cutis glandis) trägt ein gering verhorntes Plattenepithel mit Talgdrüsen. Sie besitzt zahlreiche freie Nervenendigungen, unter dem Epithel liegen Meissner-Körperchen und spezialisierte Genitalkörperchen für die haptische Wahrnehmung. Das Epithel ist im Normalfall (nicht beschnitten) sehr dünn (zwei bis drei Zelllagen), so dass selbst kleinste Reize wahrgenommen werden. Bei Beschnittenen kommt es zu einer etwas stärker ausgeprägten Verhornung durch mechanische Reizung. Die Erregungsleitung erfolgt über den Nervus dorsalis penis und hat unter anderem für den männlichen Orgasmus und den Ejakulationsreflex Bedeutung.

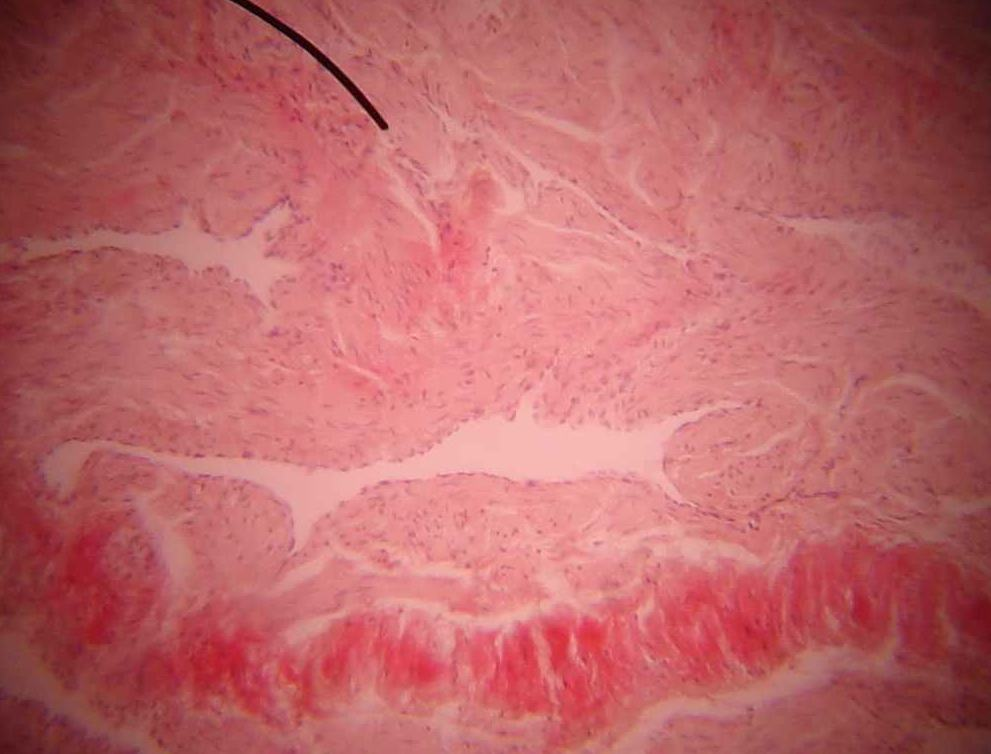
Histologischer Schnitt durch die Glans penis, in der Mitte die Harnröhre

Das Innere der Eichel wird vom Vorderabschnitt des Harnröhrenschwellkörpers (Corpus spongiosum penis) gebildet, welcher auch als Eichelschwellkörper (Corpus cavernosum glandis) bezeichnet wird. Dessen Ausbildung und damit auch der Grad der Vergrößerung der Eichel bei der Erektion ist bei den Säugetieren sehr verschieden. Umfangreiche Schwellkörper besitzen neben dem Menschen auch Hunde und Pferde. Bei Paarhufern ist dagegen kaum Schwellkörpergewebe vorhanden und die Eichel eher bindegewebig und nur mit unter dem Epithel liegendem, venösem Plexus versehen.
Innerhalb der Eichel verläuft die Harnröhre. Sie mündet an der Eichelspitze mit der äußeren Harnröhrenmündung (Ostium urethrae externum). Die Harnröhre ragt dabei bei vielen Säugetieren zipfelartig über das Eichelende hinaus, was als Processus urethrae („Harnröhrenfortsatz“) bezeichnet wird. Bei Pferden liegt das Ende der Harnröhre in einer deutlichen Vertiefung, der Eichelgrube (Fossa glandis), die mehrere Blindsäcke (Recessus) besitzt.

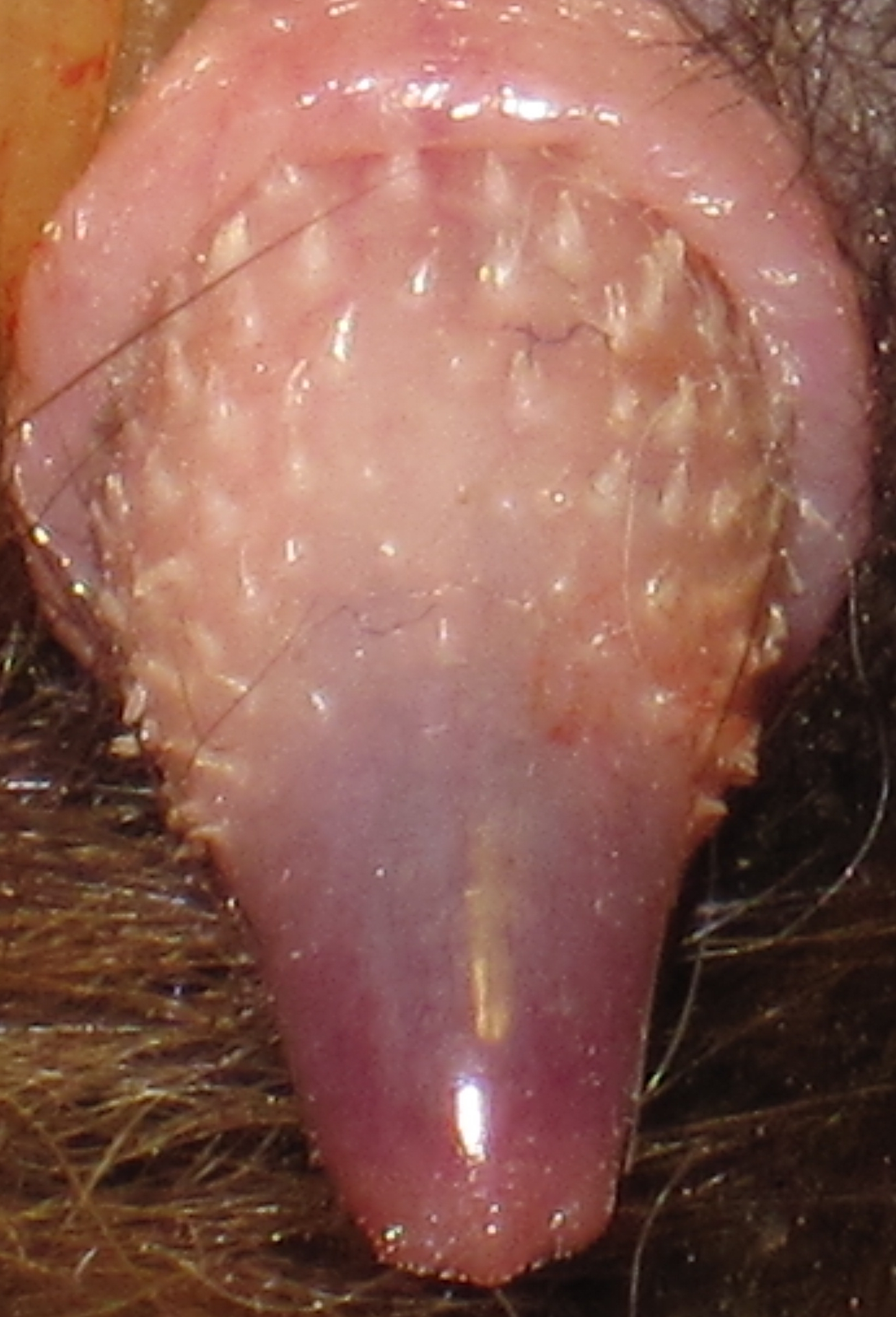
Penisstacheln an der Glans penis eines Katers

Den Übergang zwischen Eichel und Penisschaft bildet die (Eichel-)Kranzfurche. Sie bildet im Vergleich zum Penisschaft eine Verdickung. Die Funktion der im Vergleich zum Rest des Penis wesentlich breiter ausgeformten Eichel wird stammesgeschichtlich im Sinne der Spermienkonkurrenz erklärt: Beim Geschlechtsverkehr wird das eventuell in der Vagina der Partnerin befindliche Sperma eines männlichen Konkurrenten durch die Bewegungen des Penis, einem Widerhaken gleich, herausbefördert.
Rund zehn Prozent der Männer haben am Eichelrand eine Vielzahl kleiner vorstehender Punkte, die so genannten Hornzipfel. Diese stellen keine Krankheit dar und bedürfen auch keiner Behandlung. Typisch sind solche Hornbildungen auch bei den Katzen, wo sie als „Penisstacheln“ bezeichnet werden.

## Erkrankungen
Eine Eichelentzündung wird fachsprachlich als Balanitis bezeichnet. Sie ist zumeist mit einer Entzündung der Vorhaut vergesellschaftet (Balanoposthitis).
Tumoren des Penis wie das Peniskarzinom können sich auch an der Eichel manifestieren. Die Erythroplasie ist histologisch ein echtes Carcinoma in situ.
Schuppenflechte kann sich ebenfalls auf der Eichel zeigen.
Bei Hunden gibt es eine übertragbare Tumorform, das Sticker-Sarkom.

## Modifikationen

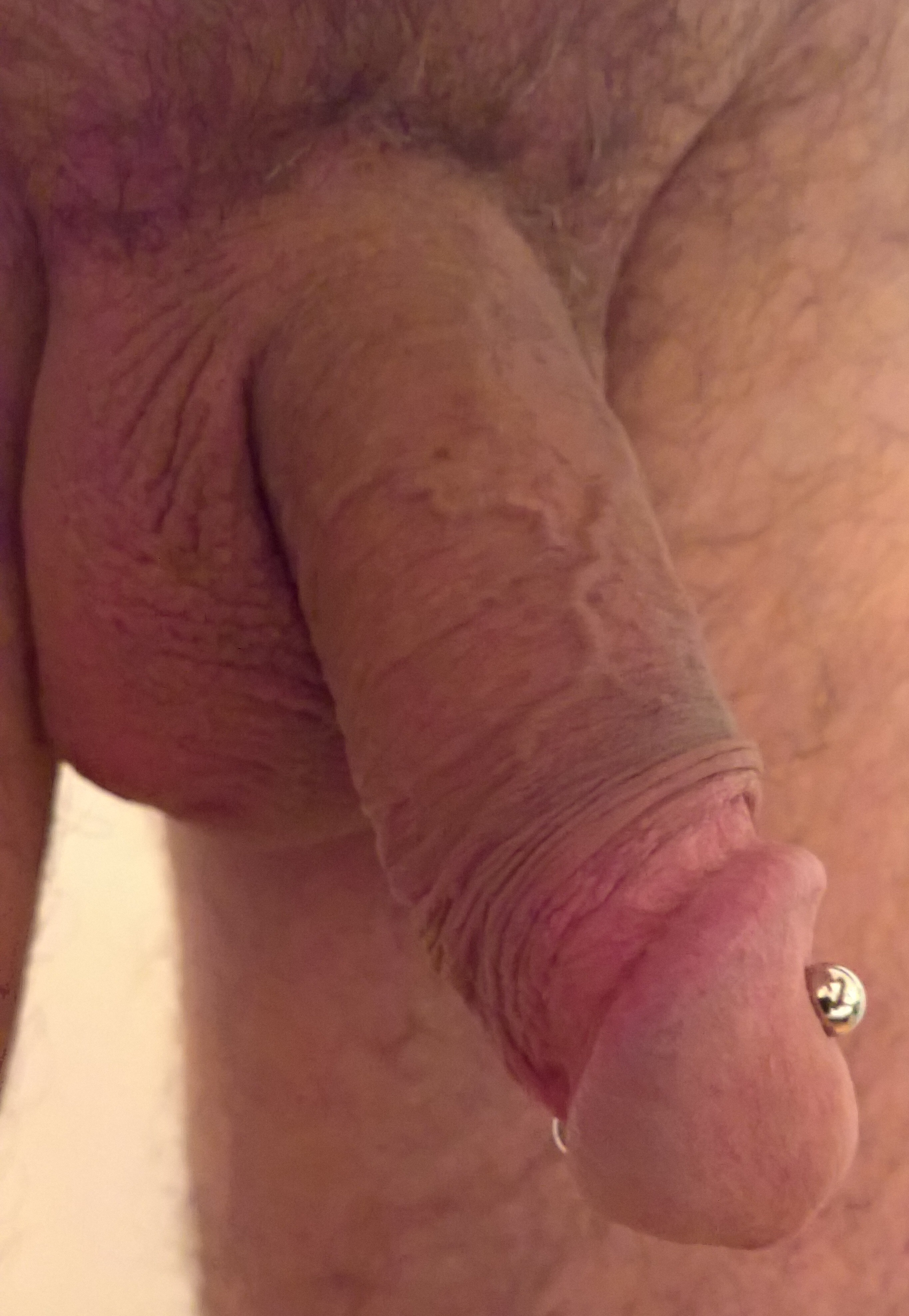
Apadravya-Piercing durch die Eichel

Bei einigen Männern wird die Vorhaut durch Beschneidung entfernt. Die Empfindlichkeit der Eichel wird dadurch mit der Zeit herabgesetzt, da sich eine schützende Keratinschicht (Hornhaut) auf der Eichel bildet. Neben der medizinischen Indikation werden Beschneidungen in vielen Kulturen vor allem aus religiösen und rituellen Motiven kurz nach der Geburt oder im frühen Kindesalter durchgeführt.
Die Beschneidung Minderjähriger wird zum Teil als vorsätzliche Körperverletzung kritisiert (siehe Zirkumzision – Kontroversen um die Beschneidung Minderjähriger).
Es gibt mehrere Intimpiercings, die die Eichel betreffen: der Apadravya (vertikal), der Ampallang (horizontal) und das (der) Dydoe durch den Eichelkranz. Dazu kommt das Prinz-Albert-Piercing als verbreitetstes Eichelpiercing, das jedoch normalerweise am oder unter dem Eichelrand gestochen wird und das durch die Harnröhre in der Eichel verläuft.
Eine Spaltung allein an der Unterseite der Eichel, die als Missbildung oder Körpermodifikation vorkommt, bezeichnet man als Meatotomie. Wenn die Spaltung als Körpermodifikation an der Unterseite des Penis jedoch bis in den Penisschaft reicht oder ihn sogar völlig durchzieht, bezeichnet man sie als Subinzision. Als Bifurkation bezeichnet man eine Spaltung des gesamten Penis in einen rechten und einen linken Teil. Eine Spaltung allein an der Oberseite kommt als Missbildung so gut wie nicht vor. Als Körpermodifikation wird sie allein so gut wie nicht praktiziert, weil in der Mitte der Oberseite wichtige Nerven und Blutgefäße verlaufen, sie wird jedoch bei einer Bifurkation durchgeführt.

## Rezeption in der Kunst

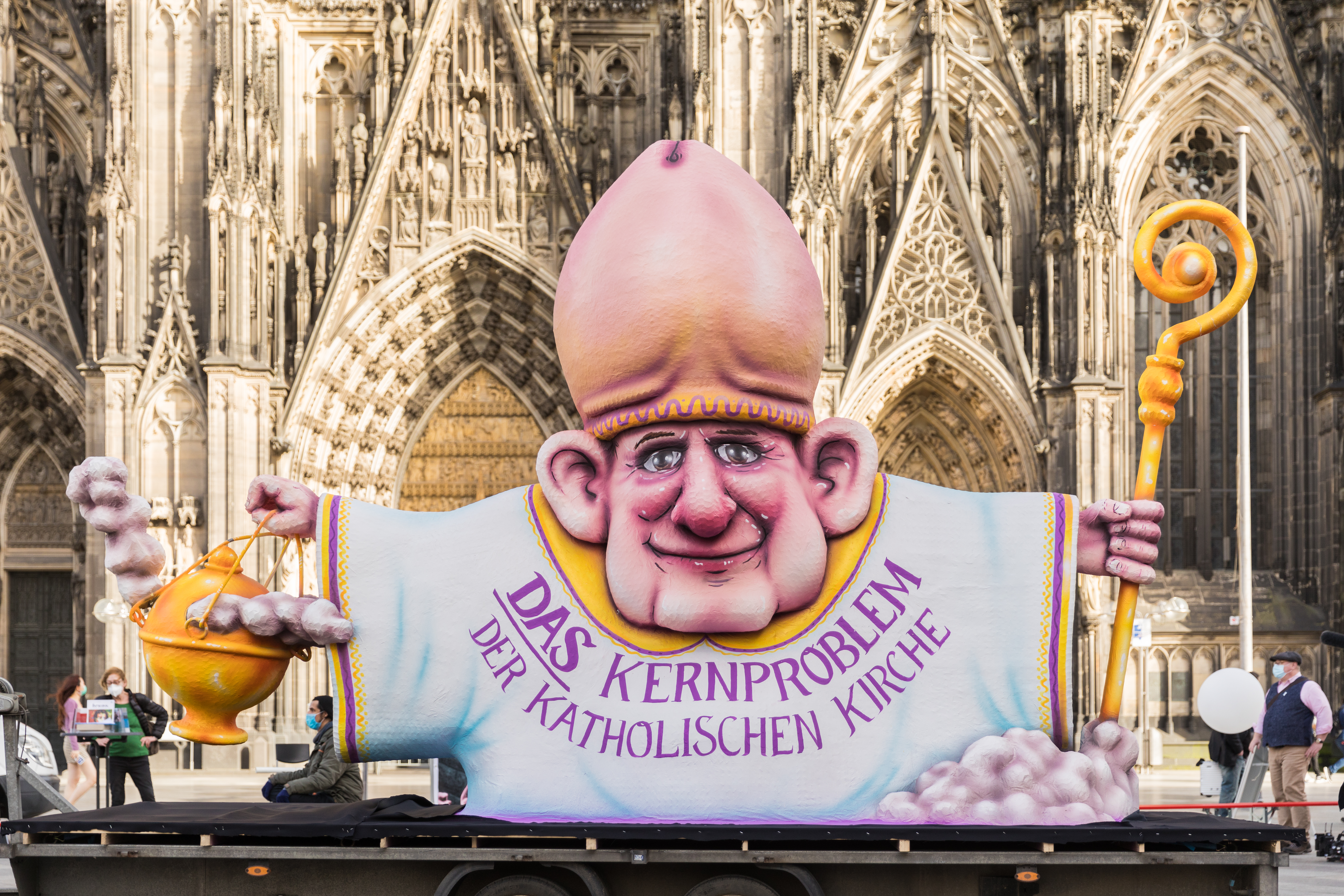
Künstlerische Rezeption der Eichel in Form der Großplastik Eichelbischof (2021)

Der Künstler Jacques Tilly schuf 2021 eine künstlerische Rezeption der Eichel in Form der Großplastik Eichelbischof. Zu sehen ist die Gestalt eines Bischofs mit Bischofsstab und Weihrauchfass, der als Mitra die Eichel eines Penis trägt mit der Aufschrift „Das Kernproblem der katholischen Kirche“. Die Plastik soll nach Angaben des Künstlers die negativen Auswirkungen der kirchlichen Sexualmoral im Allgemeinen und der männlichen Dominanz in der katholischen Kirche im Besonderen zeigen.